# David Hill
David Hill (Eastbourne, Engleska, UK, 20. lipnja 1946.) australski je poslovni čovjek, aktivist, pisac i povjesničar engleskog podrijetlla. 
U djetinjstvu bio je s dvojicom braće poslan u valu engleske migracije krajem 1950-ih u Fairbridge Farm School, koja se nalazi u gradu Molong, New South Wales, u kojoj su djeca bila sustavno zlostavljana i iskorištavana. O svojim doživljajima u toj ustanovi napisao je knjigu The Forgotten Children: Fairbridge Farm School and Its Betrayal of Britain's Child Migrants to Australia (Izgubljena djeca: Poljoprivredna škola Fairbridge i izdaja britanske iseljeničke djece u Australiji). U svojoj poslovnoj karijeri bio je čelnik mnogih državnih tvrtki: Australian Broadcasting Corporation (savezna državna televizijska i radijska mreža), State Rail Authority of New South Wales (Željeznice NSW), Sydney Water (Vodovodi Sydney), Australian National Airlines Commission (Australska zrakoplovna komisija), čelnik upravnog odbora Soccer Australia, predsjednik ragbi kluba North Sydney Bears, predsjednik organizacije za mladež CREATE, koja se brine za djecu u raznim državnim institucijama. Okušao se jednom kao kandidat za donji dom u saveznoj izbornoj jedinici Hughes 1998. godine, kao predstavnik Laburističke stranke Australije, ali nije bio uspješan. To mu je bio zadnji put  da se okušao u politici.

## Nogometni savez Australije
David Hill je uvijek bio kontroverzan čovjek kada je bio na čelu neke organizacije ili tvrtke, i uvijek je bio osoba koju su vodeće strukture stavljale na čelno mjesto u organizacijama u kojima je bio konflikt ili u kojoj se trebao postići konflikt. Kada je na mjesto predsjednika Nogometnog saveza Australije bio izabran bivši premijer New South Walesa Neville Wran 1995. godine, skupa s upravnim odborom izabrali su Davida Hilla na čelo upravnog odbora 1995. godine. Neville Wran je imao dosta iskustva s Davidom Hillom, jer za vrijeme kada je bio premijer NS, a prije zastupnik donjega doma, Hill je bio glavni upravitelj željezničke mreže NSWa i glavni upravitelj Sydney Watera. Prema uvjerenju Nevilla Wrana, Hill je htio privući domaću publiku na nogometna igrališta, i po njegovom mišljenju problem su etnički timovi koji nisu uspjeli proširiti podršku van svojih zajednica, te da Nogometni Savez Australije pronaći rješenje kako riješiti problem etničkih timova. No bilo je i drugih razloga, mnogi tadašnji igrači koji su tada dozrijeli kroz etničke timove, počeli su dobivati velike ugovore u Europi i Aziji (npr. Mark Viduka, Mark Bosnić, Tony Kalac, Tony Popović i mnogi drugi) i Neville Wran i ostali članovi matične zajednice vidjeli su to kao nepravednu podjelu, jer etnički timovi su napravili monopol u nogometu te ne žele prenijeti blagodati i prilike matičnoj zajednici. U vrijeme njegovog dolaska na čelo Nogometnog saveza Australije, započele su mnoge promjene, pravila o izbacivanju etničkih naziva iz timova, amblema i dresova, prisilno preseljavanje igranja utakmica s terena gdje su nogometni klubovi igrali i koje su posjedovali. Za vrijeme njegovog upravljanja Nogometnim savezom Australije, 1998. godine David Hill je ušao u ugovor s Kanalom 7, kojem su prodali prava za prijenos nogometa u Australiji za Prvu nogometnu ligu i prikazivanje svih utakmica za reprezentaciju za $AUD 2,5 milijuna dolara. Bez obzira na tu nisku cijenu, ova tvrtka je prikazivaka nogomet na pretplatničkoj televiziji, no pošto je taj kanal ubrzo propao te iste godine, na australskoj televiziji prestaje se prenositi nogomet iz lokalne lige. David Hill, nakon više kontroverzi prestaje biti predsjedavajući u Nogometnom savezu Australije, zamjenio ga je na tom položaju Tony Labbozzeta.

## Knjige
- Hill, David. 2007. The Forgotten Children: Fairbridge Farm School and Its Betrayal of Britain's Child Migrants to Australia. Random House. Australia. ISBN 1-74166-614-7
- Hill, David. 2008. 1788: The Brutal Truth of the First Fleet. Random House. Australia. ISBN 1-74166-797-6
- Hill, David. 2010. Gold - The fever that forever changed Australia. Random House. Australia. ISBN 1-74166-925-1